# Miroslav Mikuljan
Miroslav Mikuljan (Rašćani, Križevci, 7. studenoga 1943. – Zagreb, 7. veljače 2011.), bio je poznati hrvatski filmski i televizijski redatelj i scenarist. Suprug je hrvatske književnice Marije Peakić-Mikuljan.
Režirao je nekoliko dokumentarnih, kratkih i televizijskih filmova.

## Djela
- dokumentarni filmovi, amatersko razdoblje:
- Arijadna
- Druga obala
- Intermezzo
- In Continuo
- Jesenice – Stuttgart
- Nadgradnja
- Post sezona
- Putnici Eldorado expressa
- Rođendan stalagmita
- Seisana
- Single Cross

- profesionalni uradci
- Nije daleko, 1979., kratki film
- Ponedjeljak, 1980., kratki film
- Obiteljski album, 1981., televizijski film
- Hoću živjeti, 1982.
- Crveni i crni, 1985.
- Nemojte me zvati Robi, 1986., televizijski film za djecu
- Zanirci dolaze, 1988.,televizijski film
- Smrt godišnjeg doba, 1988., televizijski film
- Doktorova noć, 1990., televizijski film
- Sudbine: Janko Bobetko, 1992. (video)
- Na putu istine, 1993., video-dokumentarni (scenarist)
- Koprivnica u Domovinskom ratu (urednik)
- Rukometna lopta svjetskog sjaja  (urednik)
- Virovitica u Domovinskom ratu (urednik)
- Mara Bareza - koprivnička darovateljica (urednik)
- Priča o zlatnom lančiću

## Vanjske poveznice
- Miroslav Mikuljan u internetskoj bazi filmova IMDb-u (engl.)